# Bosmina longirostris
Espèce
Bosmina longirostris est une espèce de cladocères de la famille des Bosminidae.

## Habitat
L'espèce Bosmina longirostris est marine et dulcicole.